# Was Geht Ab!?
Was Geht Ab!? war ein tagesaktueller YouTube-Nachrichtenkanal für ein jugendliches Publikum, der von Mediakraft Networks betrieben wurde.

## Allgemeines
Der Nachrichtenkanal präsentierte täglich News und Informationen aus der ganzen Welt für ein junges Publikum, das von klassischen Medien nicht mehr erreicht wird. Redaktionell recherchierte Nachrichten wurden in Videoform aufbereitet, die Themenauswahl orientierte sich am politischen Zeitgeschehen, die Zuschauer konnten durch Bewertungen und Kommentare direkt ihr Feedback und ihre Meinung mitteilen.
Ihre Zielgruppe sahen die Macher bei den 13- bis 21-Jährigen. Die Videoclips wurden von wechselnden Moderatoren vor rotem Hintergrund präsentiert, ihre Länge betrug meist um die fünf Minuten. Die Zeitschrift Stern bewertete die Clips des Kanals als „solide wie „Tagesschau“ oder „heute“, nur lässiger vorgetragen, nicht so steif in der Sprache und durch den Videoschnitt deutlich schneller“.
Was Geht Ab!? und neue Formate des Jugendjournalismus waren Thema eines Forschungssymposiums der Medienwissenschaft an der Universität Trier im Februar 2015 und beim Medienforum NRW im Juni 2015.
Bis Ende 2014 wurde der Kanal in einem Studio in Berlin produziert, danach wurde die Produktion nach Köln verlagert.
Zum 1. Oktober 2015 wurde der Kanal von Mediakraft Networks eingestellt.

## Team
Was Geht Ab!? wurde im Juli 2013 von Mediakraft Networks in Berlin mit vielen deutschen YouTube-Stars gestartet. Dazu gehörten unter anderem LeFloid, Space Frogs, Marti Fischer (TheClavinover), Fewjar, Alive4Fashion, Benjamin Jaworskyj, Hatice Schmidt, Bullshit TV und Mapamundi. Die Videos wurden von den YouTubern AlexiBexi, Ooobacht, Manniac, Philipp Steuer, RobBubble, Ella TheBee, Rap am Mittwoch, Max Krüger und Thien Nguyen moderiert. Von 2014 bis Frühjahr 2015 leitete Philipp Steuer als Chefredakteur den Newsroom. Die Videos wurden nunmehr von einem festen Moderationsteam präsentiert. Zuletzt gehörten zur Redaktion des Nachrichtenkanals der Journalist Marius Stolz und der Medienwissenschaftler Arne Fleckenstein.

## Auszeichnungen
- 2014: PlayAward in der Kategorie Information auf den Videodays[19]
- 2014: Pädagogischer Interaktiv-Preis (PÄDI) von SIN – Studio im Netz e. V. Die Jury lobte die jugendgerechte Sprache und verlieh das Siegel „pädagogisch wertvoll“.[20][16]
- 2015: Medienpreis der Kindernothilfe für den Was-Geht-Ab!?-Redakteur Marius Stolz in der Kategorie „Online“ für den Clip Geboren um zu arbeiten.[21]